# Grzegorz Łomacz
Grzegorz Łomacz (Ostrołęka, 1 de octubre de 1987) es un jugador profesional de voleibol polaco, juego de posición armador.

## Palmarés

### Clubes
Challenge Cup:
- 2009

Campeonato de Polonia:
- 2018[1]
- 2010
- 2009

Copa de Polonia:
- 2010

Supercopa de Polonia:
- 2017, 2018

### Selección nacional
Campeonato Europeo Sub-19:
- 2005

Universiadas:
- 2013

Copa Mundial:
- 2019
- 2015

Campeonato Mundial:
- 2018[2]

Liga de Naciones:
- 2021